# Orleans
Orleans (en francés: Orléans, /ɔʁleɑ̃/) es una ciudad francesa, capital administrativa de la región de Centro-Valle de Loira y del departamento de Loiret. Su población es de 114 644 habitantes, y la población del conjunto de su área metropolitana es de 433 337. Se ubica a las orillas del río Loira, el más importante y extenso del país, lo que le ha otorgado históricamente una posición estratégica.

## Historia

### Antigüedad
Ya en la antigüedad, Orleans era conocida como Cénabo (Cenabum) el centro de la tribu celta de los carnutes. En esa época, el asentamiento ocupaba una posición estratégica en la zona, ya que quedaba en la ribera no inundable del Loira, y en ruta desde el sur del territorio hasta Lutecia, hoy conocida como París.
En el 52 a. C., la ciudad fue conquistada por las fuerzas de Julio César, y anexada al Imperio romano, siendo posteriormente rebautizada como Civitas Aurelianorum en la época del emperador Aureliano, en el siglo III d. C.  No hay que olvidar el sitio de Atila en el 451, y la posterior batalla de los Campos Cataláunicos, donde Aecio derrotó a Atila y determinó el futuro de Europa.

### Edad Media
Después de la caída del Imperio romano, la ciudad vivió varias invasiones bárbaras y diversos conflictos territoriales. En el año 463, la batalla de Orleans tuvo como protagonistas a los visigodos por un lado, y las tropas del rey de los francos, Childerico, por el otro; estos últimos conquistarán el territorio norte del río Loira solo el año 486, bajo el reinado del rey Clodoveo.
Orleans comenzará a tener un rol importante para el poder político en la naciente Francia a partir del siglo IX, luego de que Carlos el Calvo la nombró capital de su nuevo reino; para marcar su decisión, decidió consagrarse como rey en la catedral de la ciudad, el año 842. Roberto el Piadoso, segundo rey franco de la dinastía de los capetos, hizo lo mismo, consagrándose en Orleans en 987.
El cambio de milenio significó un desarrollo en el rol de Orleans dentro de la geopolítica del creciente reino. La creación de la Universidad de Orleans, reconocida oficialmente como tal en 1306 por el papa Clemente V, contribuyó también a este hecho. Especializada en derecho romano, la institución alcanzó un alto reconocimiento en el reino y en toda Europa.
En el siglo XIV, además, la creación del Ducado de Orleans por el rey Felipe VI, uno de los títulos de nobleza más importantes del reino, asociado al primero en la línea sucesiva al trono, fue fundamental para determinar este vínculo con el poder político.
Posteriormente, la guerra de los Cien Años tuvo como escenario a muchas de las ciudades de la actual Región Centro-Valle del Loira, incluida Orleans. Los restos de las murallas defensivas que se encuentran en diferentes lugares de la ciudad dan cuenta de ese pasado, cuando los habitantes buscaron formas de protegerse tanto de las invasiones extranjeras como de los conflictos bélicos que tenían lugar en las cercanías de la ciudad; si bien se sabe que muchas de esas murallas fueron construidas en el periodo carolingio, los investigadores actuales plantean que esas construcciones habrían sido reforzadas y ampliadas en el siglo XV, en el marco de la guerra con los ingleses.
En esta época, surgirá un personaje fundamental para la historia de Orleans y de Francia en general: Juana de Arco, una joven doncella de Lorena, quien, argumentando haber recibido el llamado de Dios, se presentó en la ciudad con la finalidad de liderar al ejército contra los ingleses invasores. Lo logrará finalmente el 8 de mayo de 1429, fecha reconocida hasta hoy como la "liberación de Orleans", y que se conmemora cada año con las llamadas Fêtes Johanniques, en honor a Santa Juana de Arco, patrona de la ciudad.

### Renacimiento y Edad Moderna

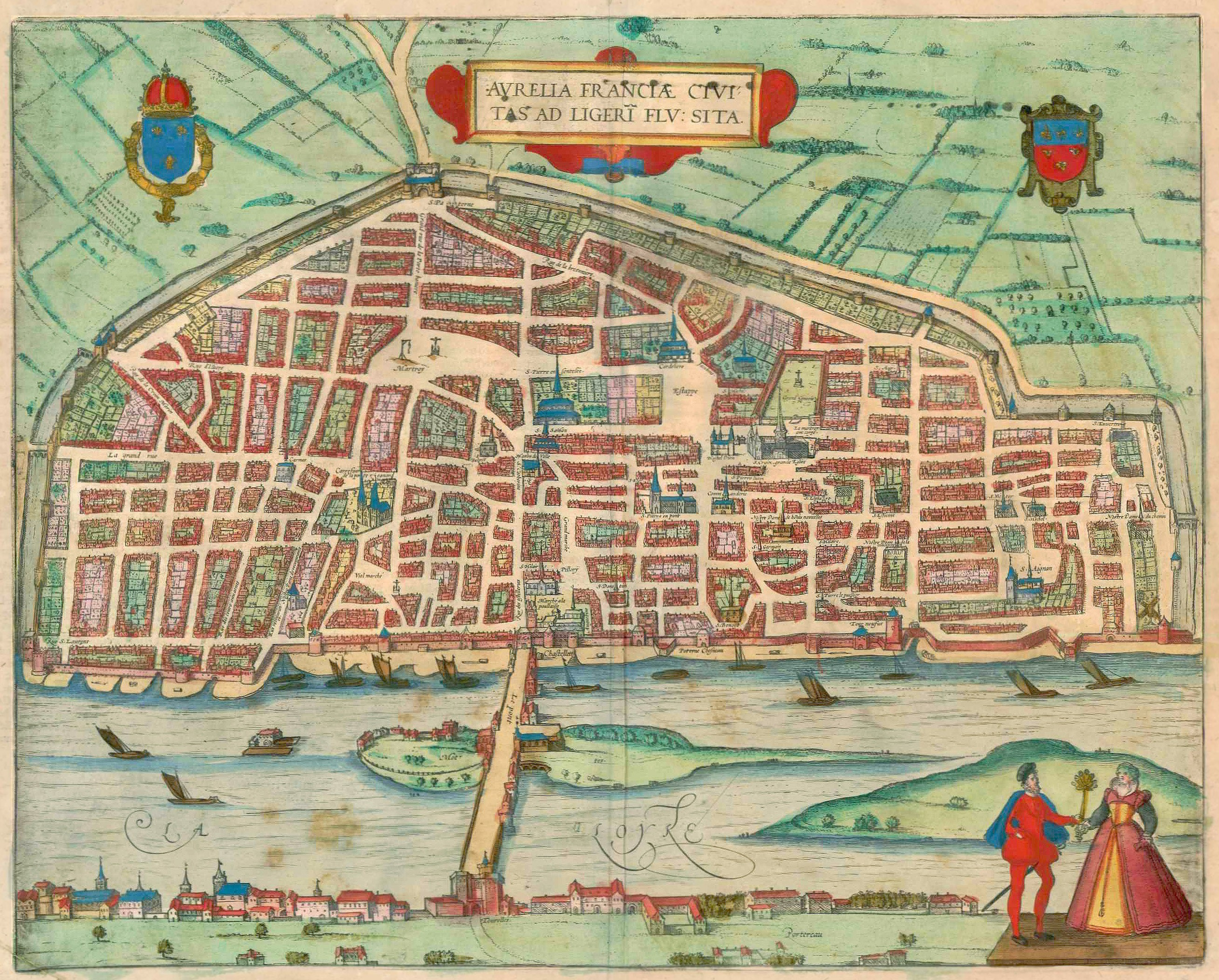
Orleans hacia la segunda mitad del (Civitates orbis terrarum)

A partir del siglo XV, luego del fin de la guerra y la estabilización de la economía local, Orleans vivió también un renacer político y cultural, gracias al vínculo que los integrantes de la nobleza tenían con la ciudad y la región. Varios monarcas franceses construyeron sus residencias secundarias a las orillas del río Loira —los hoy conocidos como castillos del Loira—, lo que marcó el paisaje pero también la historia de la ciudad capital de la región. Se sabe que Francisco II vivió sus últimas horas en el Hôtel Groslot de Orleans, mientras que la actual catedral de Orleans comenzó su construcción bajo la aprobación de Enrique IV.
La ciudad se convirtió así en un lugar de amplia riqueza y de asentamiento para nobles, del que da cuenta parte de la arquitectura renacentista que aún persiste en sus barrios céntricos.

### Edad Contemporánea
Luego de un periodo de estancamiento, producto de las consecuencias político-económicas de la Revolución Francesa y del periodo napoleónico, Orleans vivió un renacer con la llegada del ferrocarril, en 1852. Su desarrollo industrial persistió hasta la década de 1940, fecha en que estalló la Segunda Guerra Mundial. Orleans sufrió las consecuencias de la guerra; su posición estratégica frente al principal río del país, y como paso obligado hacia el sur de Francia la hizo ser un blanco para el ejército alemán, el que bombardeó duramente la ciudad en junio de 1940, junto a otras localidades-puente del departamento del Loiret: Gien, Sully-sur-Loire, Châteauneuf-sur-Loire, Saint-Denis-de l’Hôtel, Meung-sur-Loire y Beaugency. Orleans, el blanco mayor, perdió al menos unas 17 hectáreas urbanas debido a los incendios producidos por el bombardeo alemán.
En 1941, el prefecto Jacques Morane, designado por la administración Vichy, lideró la reconstrucción de la ciudad, imponiendo un modelo llamado "estilo regional auténtico", y que mantenía los valores estéticos de la ciudad renacentista que prevalecían en Orleans hasta antes de la guerra, y que se vinculaban con el espíritu conservador y regionalista del gobierno colaboracionista del mariscal Petain.
La segunda liberación de Orleans se vivió en agosto de 1944, cuando las fuerzas aliadas bombardearon nuevamente la ciudad, haciendo huir al ejército alemán. La presencia estadounidense se mantendrá en la zona hasta los años 1960, cuando los últimos soldados y familias estadounidenses abandonaron las bases militares instaladas en la región.
En las últimas dos décadas, Orleans ha buscado rescatar su patrimonio cultural, poniendo en valor los lugares más emblemáticos de la ciudad, como la catedral que data del siglo XVI, el subsuelo de la plaza Martroi donde hay vestigios romanos, la casa donde alojó Juana de Arco, entre otros. 
En 2009, la ciudad recibió el prestigioso sello "Ciudad y territorio de arte y de historia", otorgado a unas 200 localidades francesas, y que destaca el pasado histórico de la ciudad pero también la gestión de ese patrimonio por parte del municipio y los demás actores locales.

## Clima
| Parámetros climáticos promedio de Orléans (normales 1981–2010, extremos 1938–presente) | Parámetros climáticos promedio de Orléans (normales 1981–2010, extremos 1938–presente) | Parámetros climáticos promedio de Orléans (normales 1981–2010, extremos 1938–presente) | Parámetros climáticos promedio de Orléans (normales 1981–2010, extremos 1938–presente) | Parámetros climáticos promedio de Orléans (normales 1981–2010, extremos 1938–presente) | Parámetros climáticos promedio de Orléans (normales 1981–2010, extremos 1938–presente) | Parámetros climáticos promedio de Orléans (normales 1981–2010, extremos 1938–presente) | Parámetros climáticos promedio de Orléans (normales 1981–2010, extremos 1938–presente) | Parámetros climáticos promedio de Orléans (normales 1981–2010, extremos 1938–presente) | Parámetros climáticos promedio de Orléans (normales 1981–2010, extremos 1938–presente) | Parámetros climáticos promedio de Orléans (normales 1981–2010, extremos 1938–presente) | Parámetros climáticos promedio de Orléans (normales 1981–2010, extremos 1938–presente) | Parámetros climáticos promedio de Orléans (normales 1981–2010, extremos 1938–presente) | Parámetros climáticos promedio de Orléans (normales 1981–2010, extremos 1938–presente) |
| Mes                                                                                    | Ene.                                                                                   | Feb.                                                                                   | Mar.                                                                                   | Abr.                                                                                   | May.                                                                                   | Jun.                                                                                   | Jul.                                                                                   | Ago.                                                                                   | Sep.                                                                                   | Oct.                                                                                   | Nov.                                                                                   | Dic.                                                                                   | Anual                                                                                  |
| -------------------------------------------------------------------------------------- | -------------------------------------------------------------------------------------- | -------------------------------------------------------------------------------------- | -------------------------------------------------------------------------------------- | -------------------------------------------------------------------------------------- | -------------------------------------------------------------------------------------- | -------------------------------------------------------------------------------------- | -------------------------------------------------------------------------------------- | -------------------------------------------------------------------------------------- | -------------------------------------------------------------------------------------- | -------------------------------------------------------------------------------------- | -------------------------------------------------------------------------------------- | -------------------------------------------------------------------------------------- | -------------------------------------------------------------------------------------- |
| Temp. máx. abs. (°C)                                                                   | 16.6                                                                                   | 21.9                                                                                   | 26.5                                                                                   | 29.8                                                                                   | 32.7                                                                                   | 37.9                                                                                   | 41.3                                                                                   | 39.9                                                                                   | 34.5                                                                                   | 30.1                                                                                   | 21.8                                                                                   | 18.6                                                                                   | 41.3                                                                                   |
| Temp. máx. media (°C)                                                                  | 6.7                                                                                    | 7.9                                                                                    | 12.1                                                                                   | 15.2                                                                                   | 19.1                                                                                   | 22.6                                                                                   | 25.4                                                                                   | 25.2                                                                                   | 21.3                                                                                   | 16.4                                                                                   | 10.4                                                                                   | 7.0                                                                                    | 15.8                                                                                   |
| Temp. media (°C)                                                                       | 3.9                                                                                    | 4.4                                                                                    | 7.5                                                                                    | 10.0                                                                                   | 13.9                                                                                   | 17.0                                                                                   | 19.4                                                                                   | 19.2                                                                                   | 15.9                                                                                   | 12.1                                                                                   | 7.2                                                                                    | 4.3                                                                                    | 11.3                                                                                   |
| Temp. mín. media (°C)                                                                  | 1.1                                                                                    | 0.9                                                                                    | 3.0                                                                                    | 4.8                                                                                    | 8.6                                                                                    | 11.5                                                                                   | 13.3                                                                                   | 13.2                                                                                   | 10.5                                                                                   | 7.9                                                                                    | 4.0                                                                                    | 1.7                                                                                    | 6.7                                                                                    |
| Temp. mín. abs. (°C)                                                                   | -19.8                                                                                  | -16.4                                                                                  | -12.9                                                                                  | -4.5                                                                                   | -3.0                                                                                   | 0.8                                                                                    | 3.7                                                                                    | 4.2                                                                                    | -0.8                                                                                   | -4.5                                                                                   | -15.3                                                                                  | -16.5                                                                                  | -19.8                                                                                  |
| Precipitación total (mm)                                                               | 52.3                                                                                   | 44.4                                                                                   | 46.4                                                                                   | 49.4                                                                                   | 64.2                                                                                   | 44.8                                                                                   | 59.9                                                                                   | 50.0                                                                                   | 50.5                                                                                   | 64.4                                                                                   | 58.0                                                                                   | 58.2                                                                                   | 642.5                                                                                  |
| Días de precipitaciones (≥ 1.0 mm)                                                     | 10.7                                                                                   | 9.4                                                                                    | 9.8                                                                                    | 9.7                                                                                    | 10.6                                                                                   | 7.6                                                                                    | 7.5                                                                                    | 6.9                                                                                    | 8.2                                                                                    | 10.5                                                                                   | 10.5                                                                                   | 10.7                                                                                   | 112.0                                                                                  |
| Horas de sol                                                                           | 66.4                                                                                   | 87.3                                                                                   | 140.5                                                                                  | 176.2                                                                                  | 207.0                                                                                  | 216.6                                                                                  | 221.3                                                                                  | 224.6                                                                                  | 179.2                                                                                  | 121.1                                                                                  | 70.6                                                                                   | 56.6                                                                                   | 1767.3                                                                                 |
| Humedad relativa (%)                                                                   | 89                                                                                     | 85                                                                                     | 79                                                                                     | 74                                                                                     | 76                                                                                     | 74                                                                                     | 72                                                                                     | 72                                                                                     | 77                                                                                     | 84                                                                                     | 89                                                                                     | 90                                                                                     | 80.1                                                                                   |
| Fuente n.º 1: Meteo France                                                             |                                                                                        |                                                                                        |                                                                                        |                                                                                        |                                                                                        |                                                                                        |                                                                                        |                                                                                        |                                                                                        |                                                                                        |                                                                                        |                                                                                        |                                                                                        |
| Fuente n.º 2: Infoclimat.fr (humedad 1961–1990)                                        |                                                                                        |                                                                                        |                                                                                        |                                                                                        |                                                                                        |                                                                                        |                                                                                        |                                                                                        |                                                                                        |                                                                                        |                                                                                        |                                                                                        |                                                                                        |

## Monumentos y sitios de interés
Entre los monumentos más destacados de Orleans, se encuentran:
- Catedral de Orleans
- Campo Santo.
- Collégiale Saint-Aignan d'Orléans.
- Castillo de la Source y su parque floral
- Hôtel Groslot, una mansión del siglo XVI.
- Hôtel des Créneaux, edificio del siglo XVI.
- Puente Jorge V sobre el río Loira, que data del siglo XVIII.

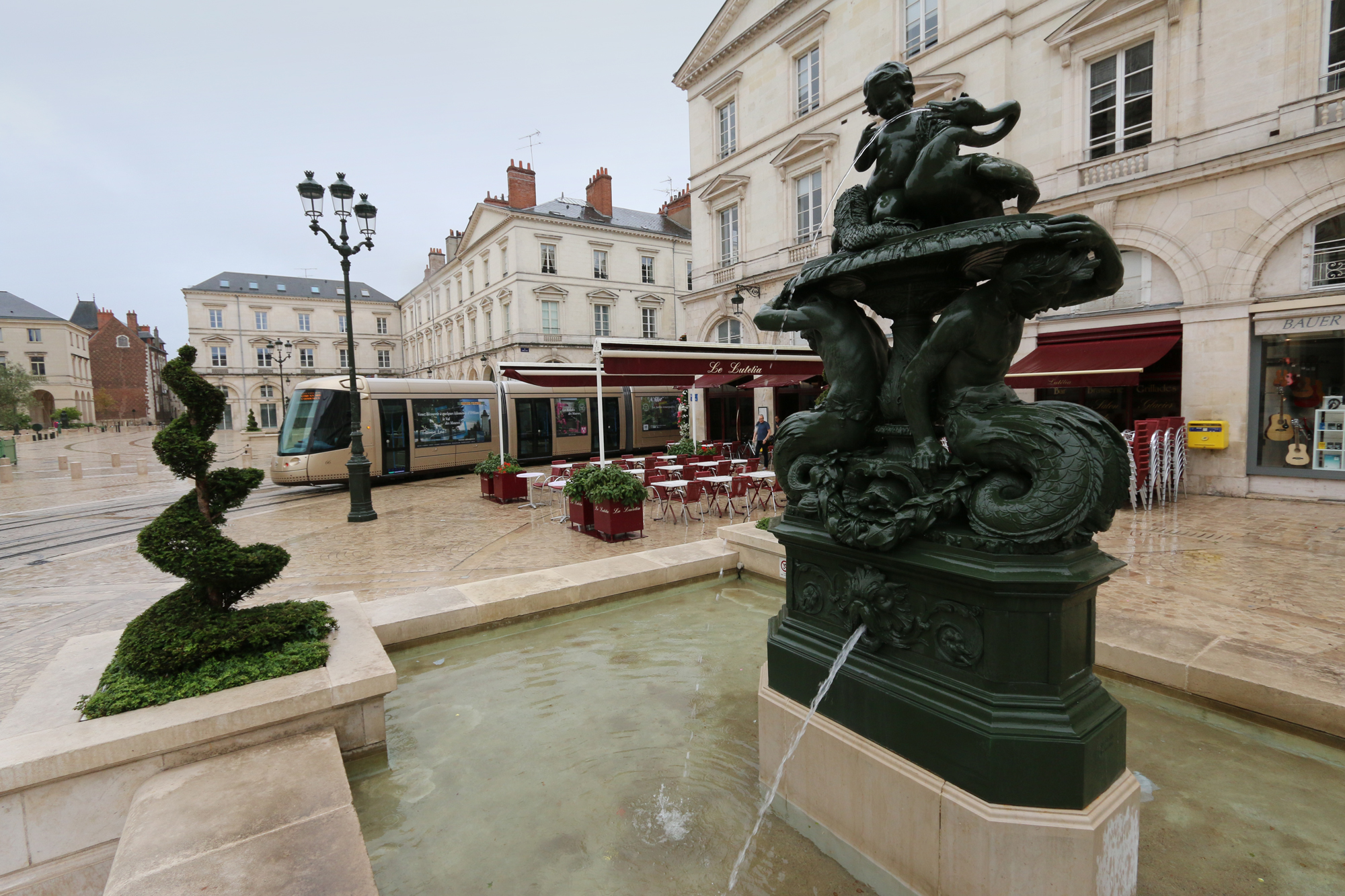
Plaza Sainte Croix
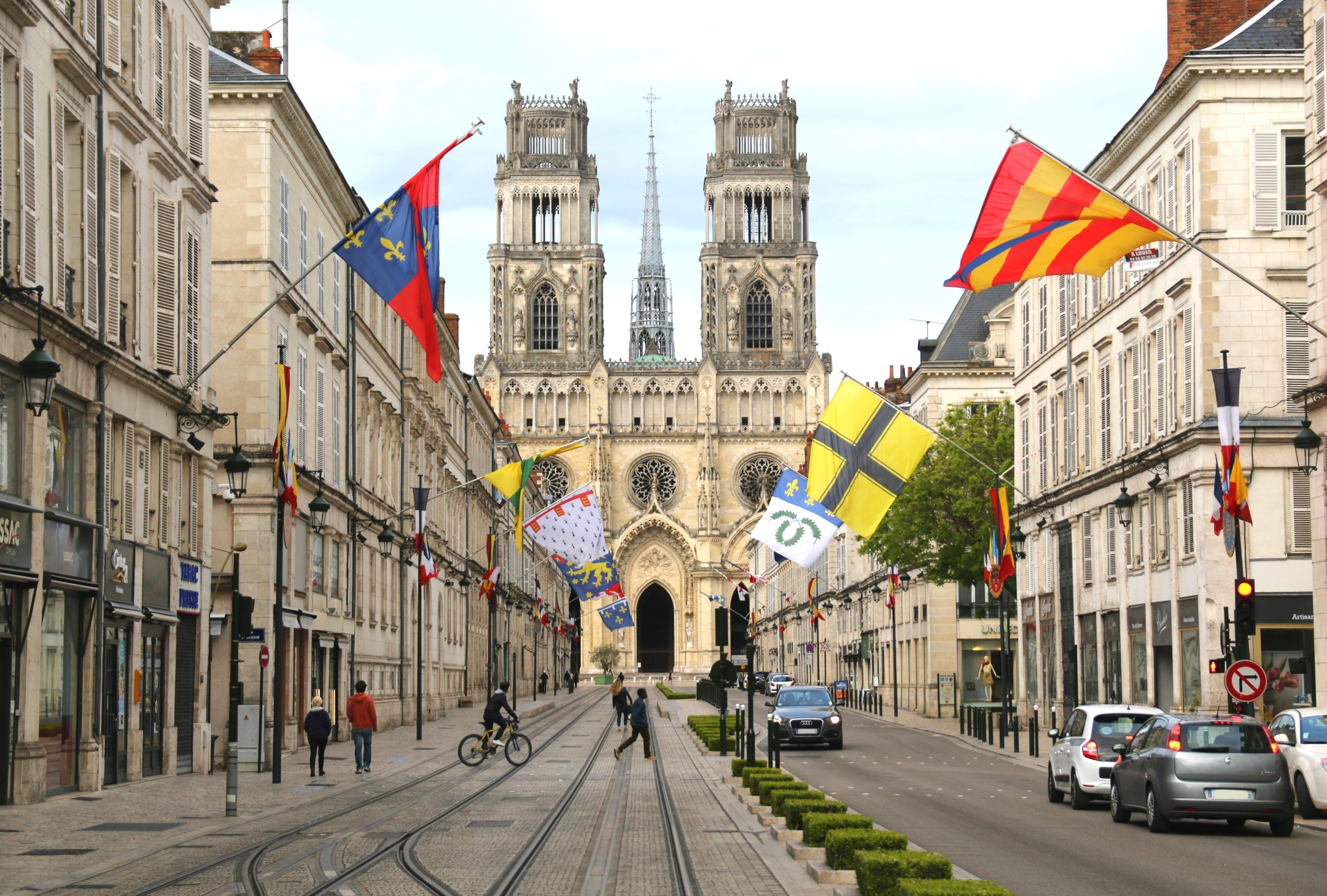
Calle Juana de Arco
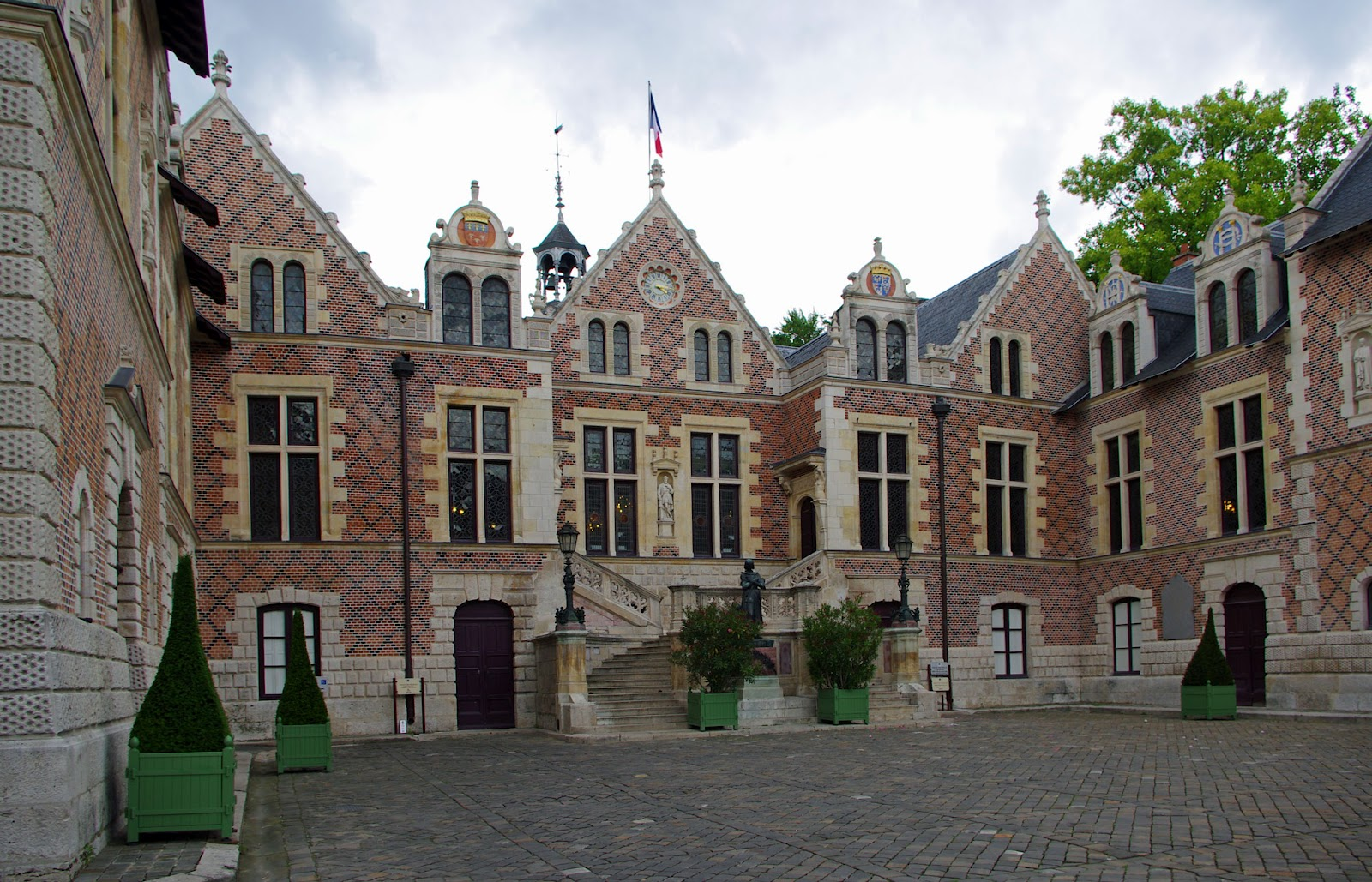
Hotel Groslot
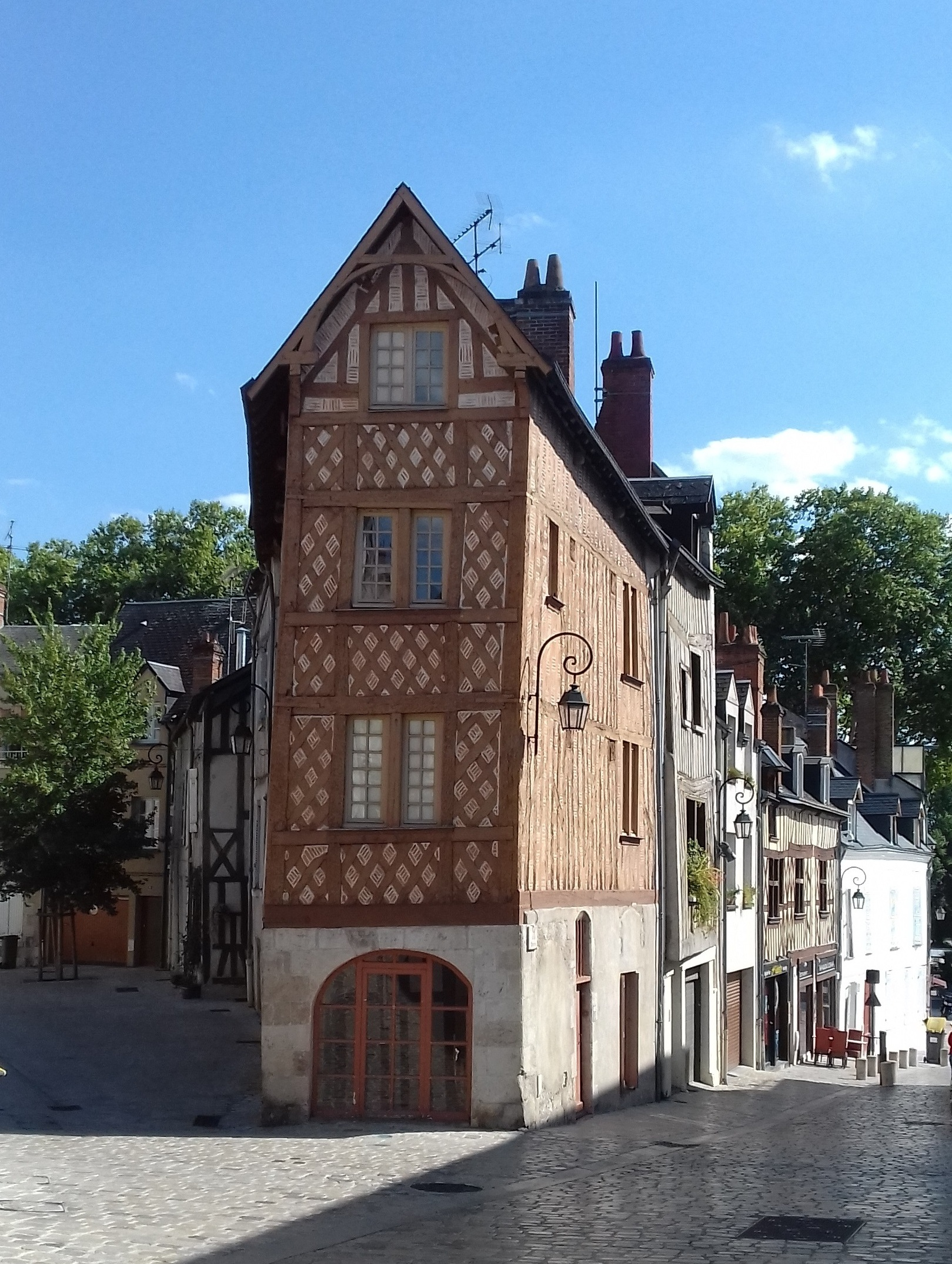
El centro histórico
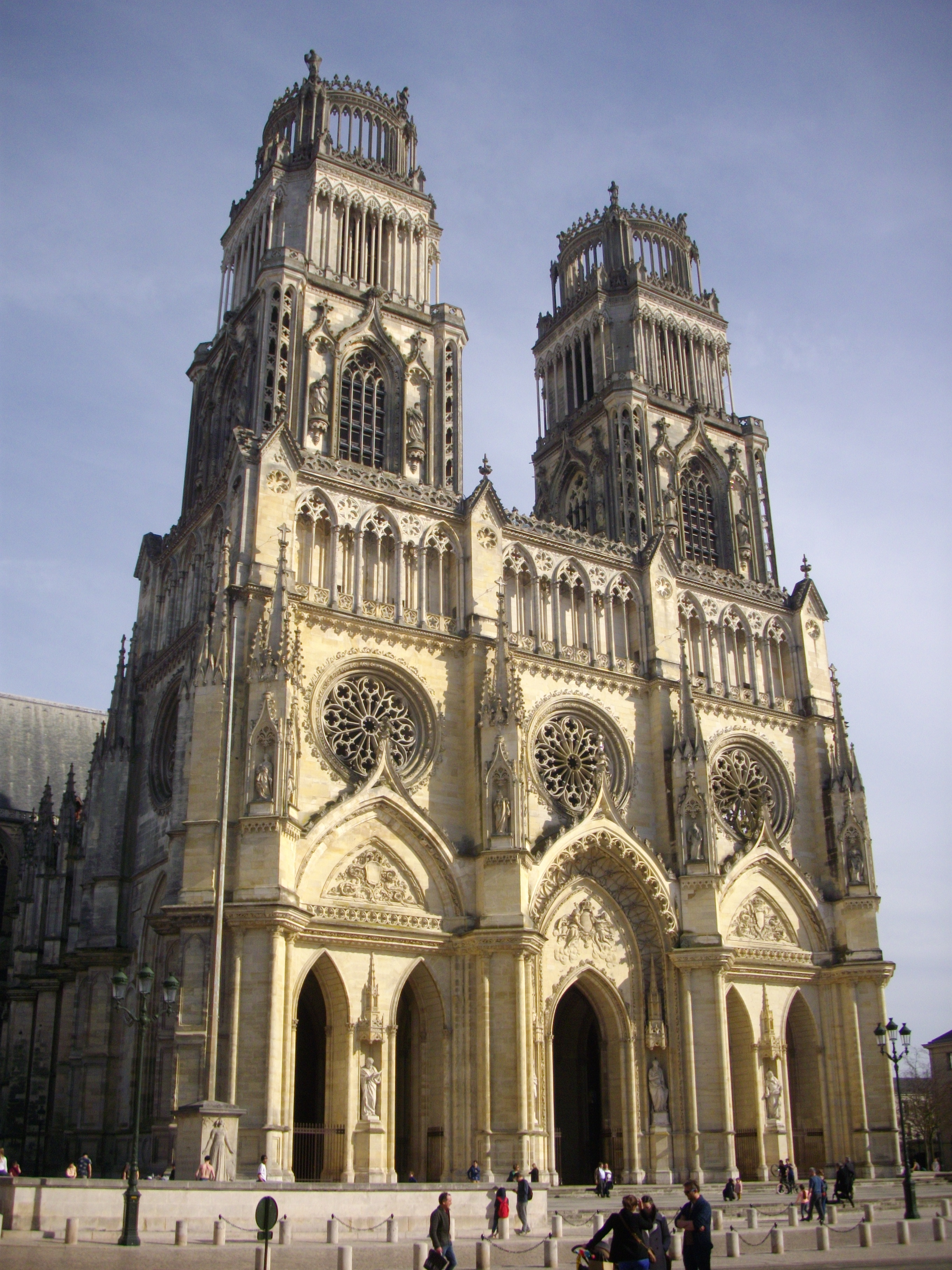
Catedral de Orleans construida entre 1278-1329
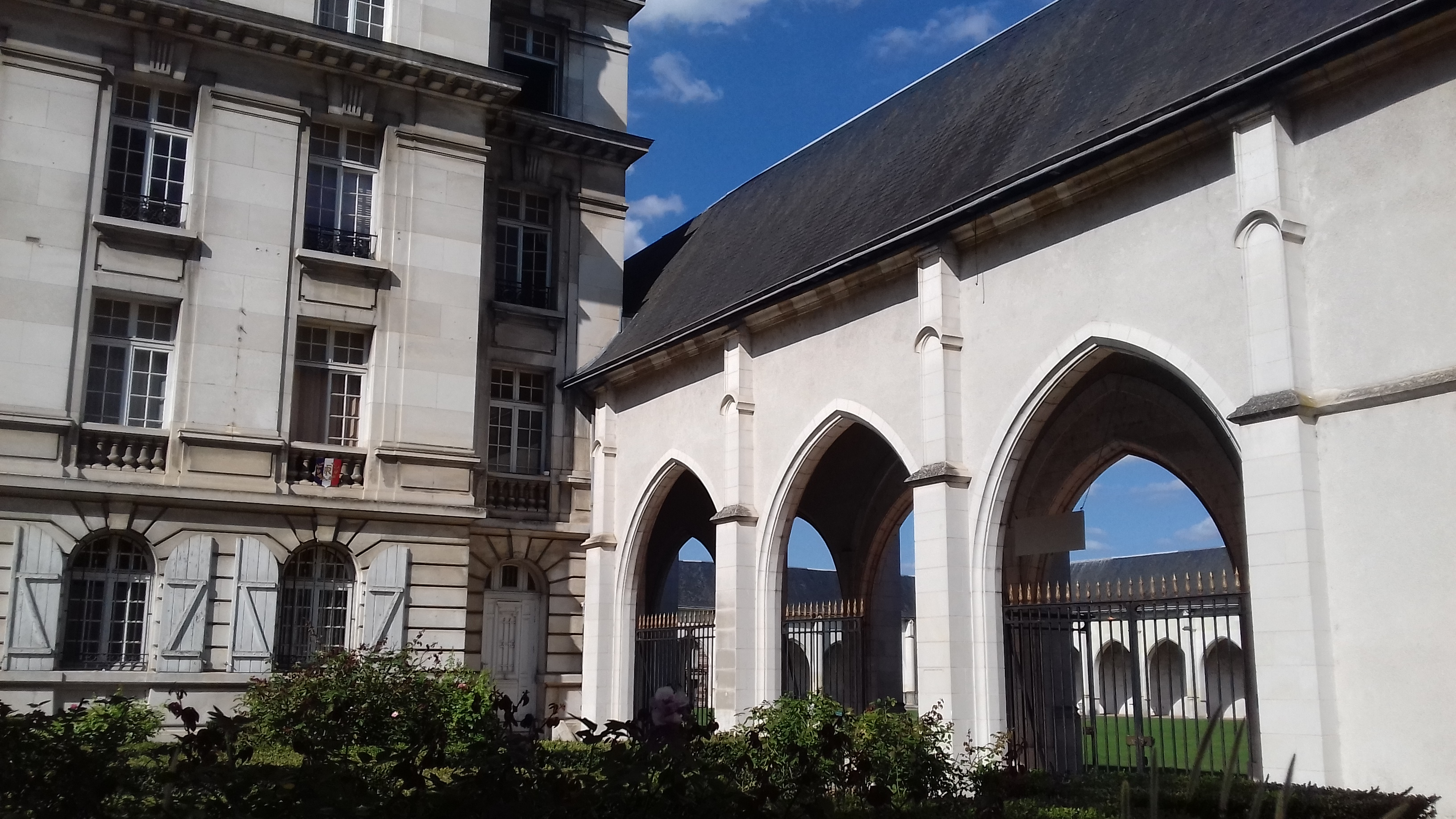
Campo Santo
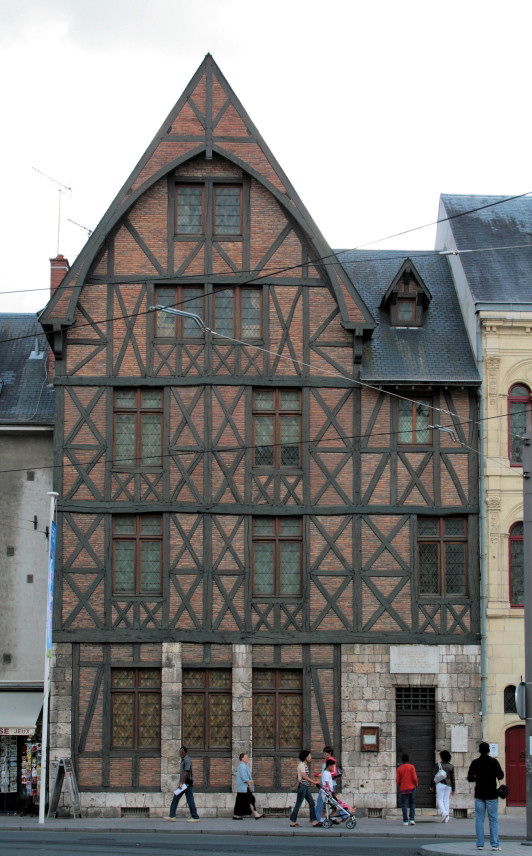
Manson de Juana de Arco
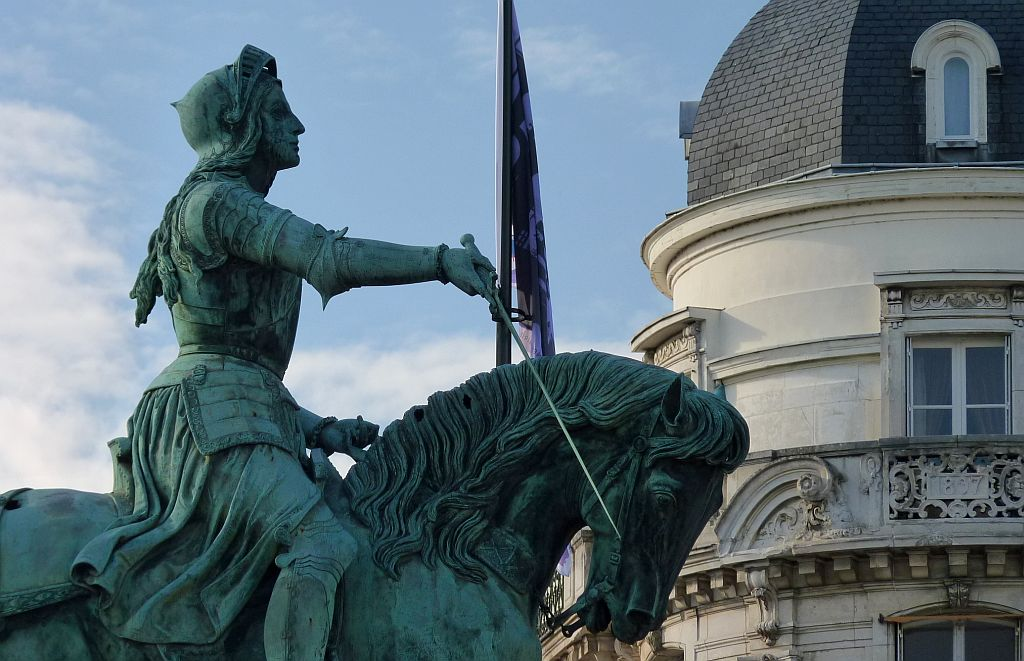
Juana de Arco

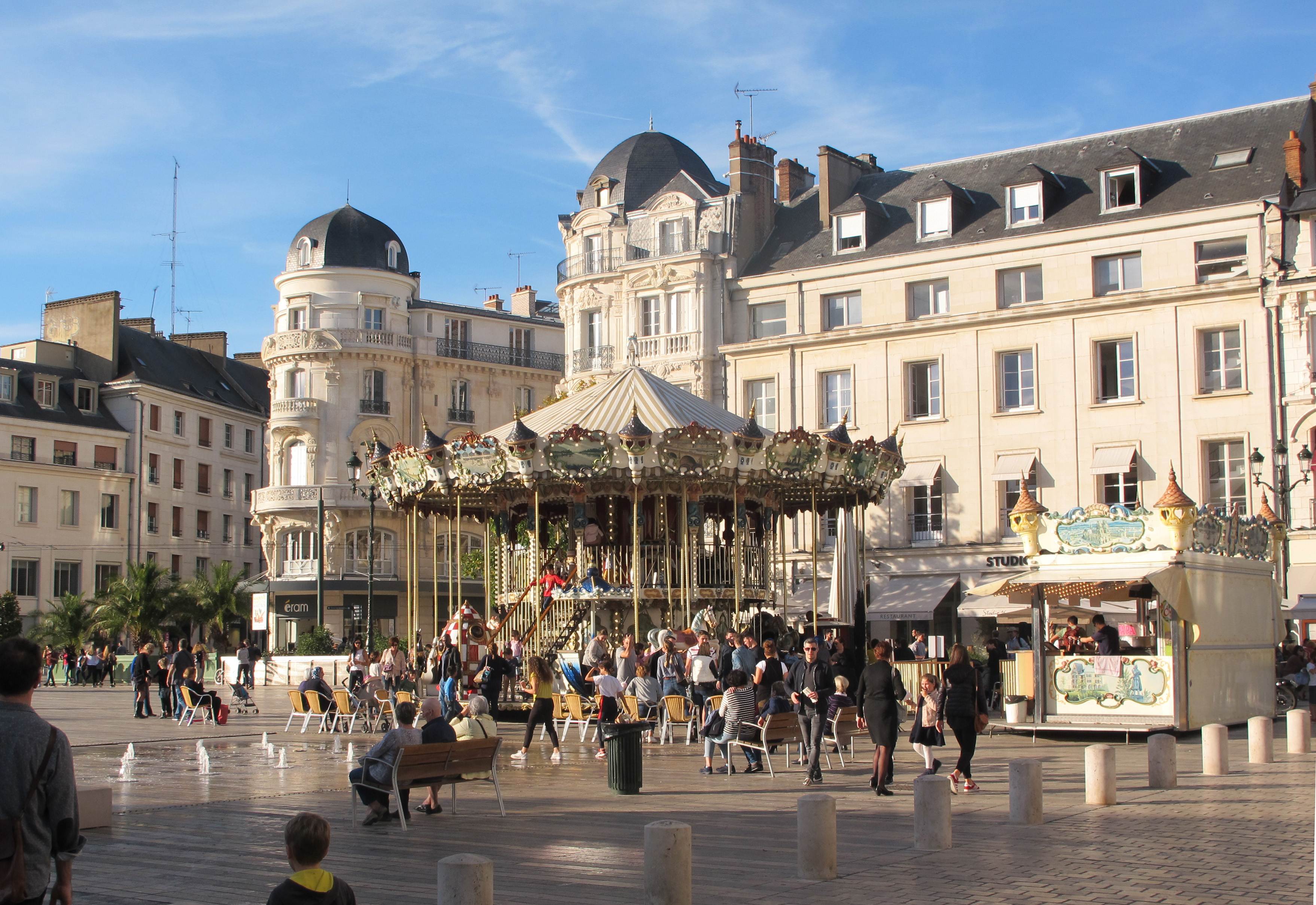
Plaza de Martroi
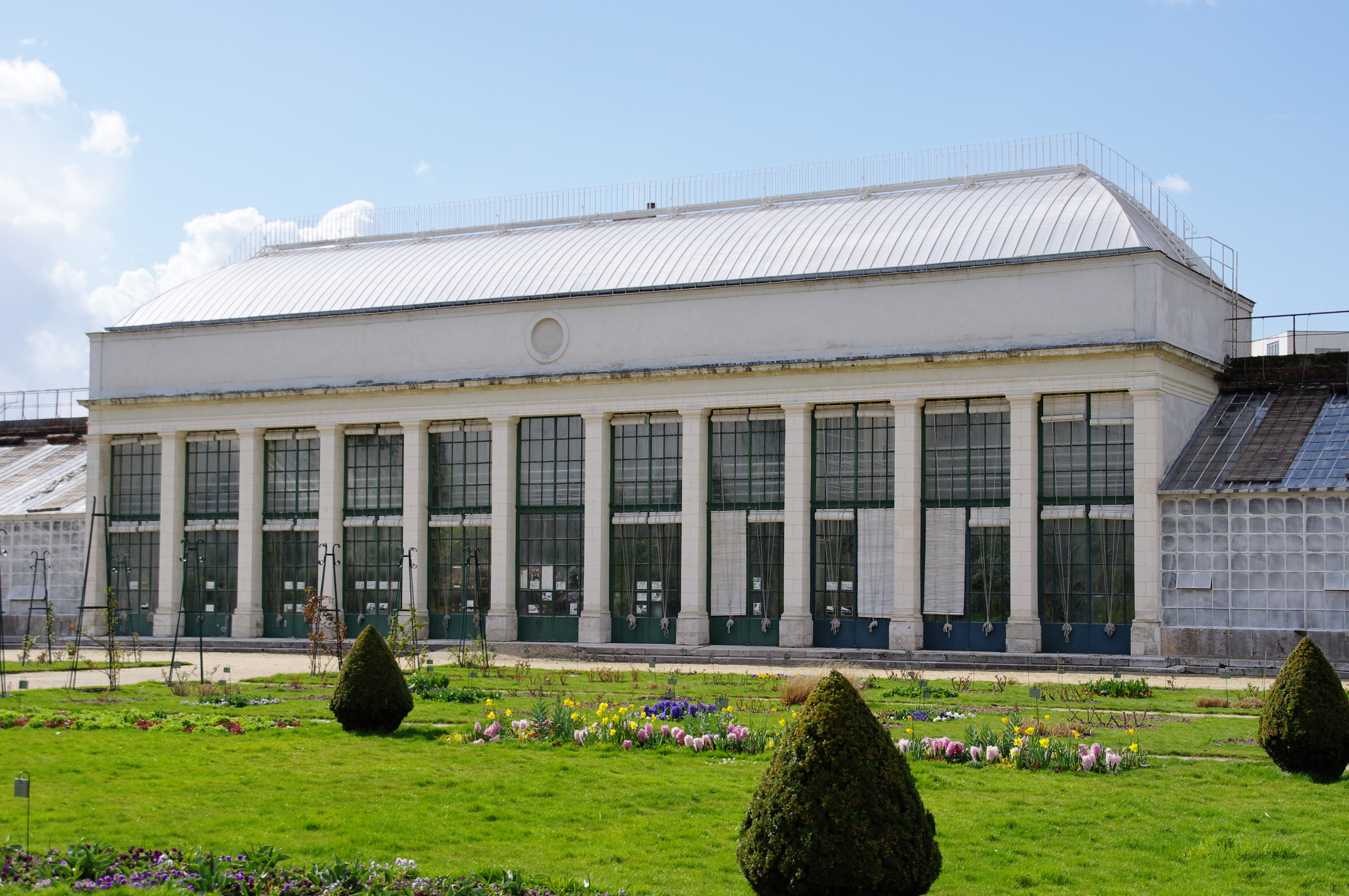
Jardin des plantes d'Orléans
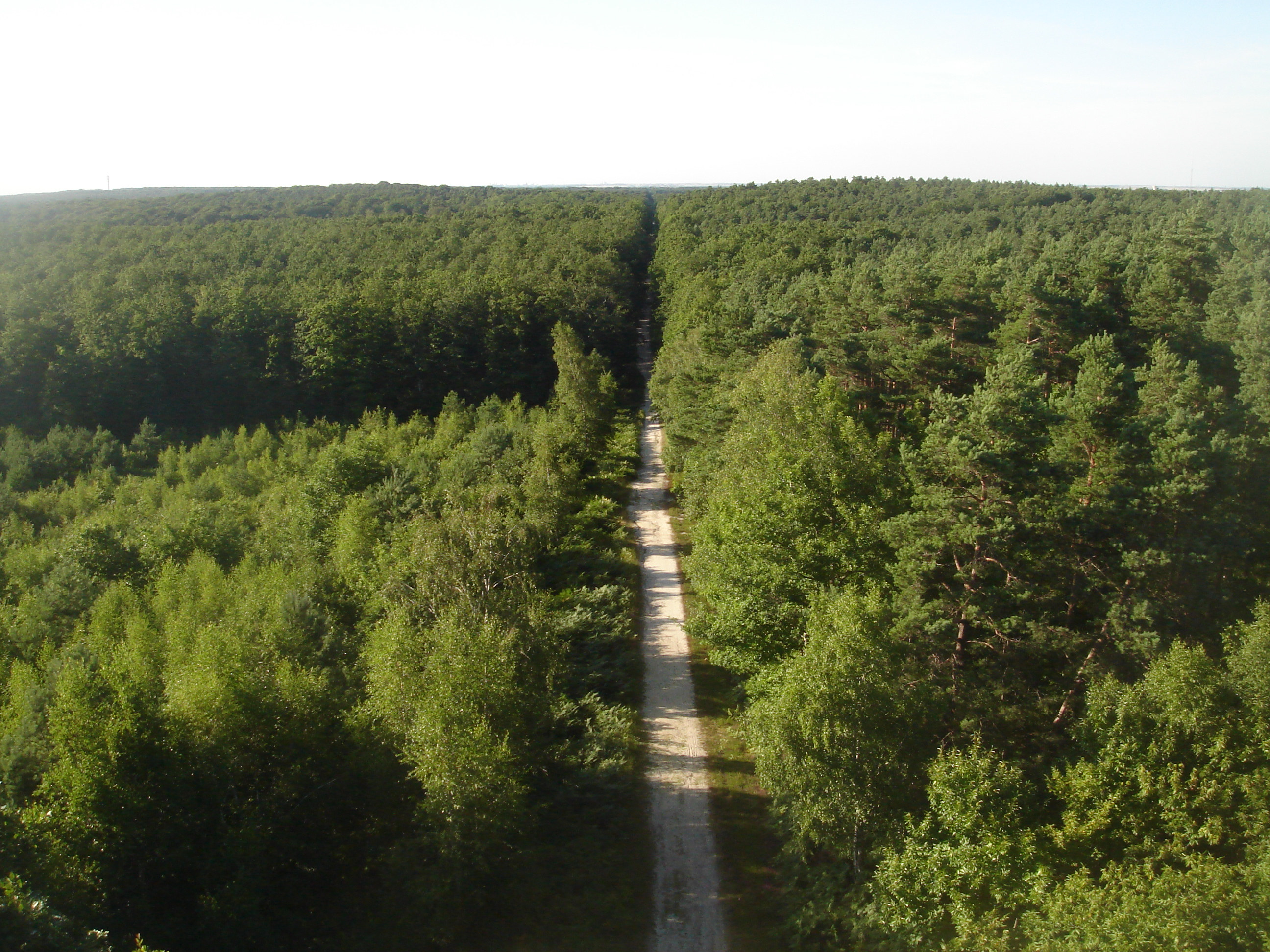
Bosque de Orleans
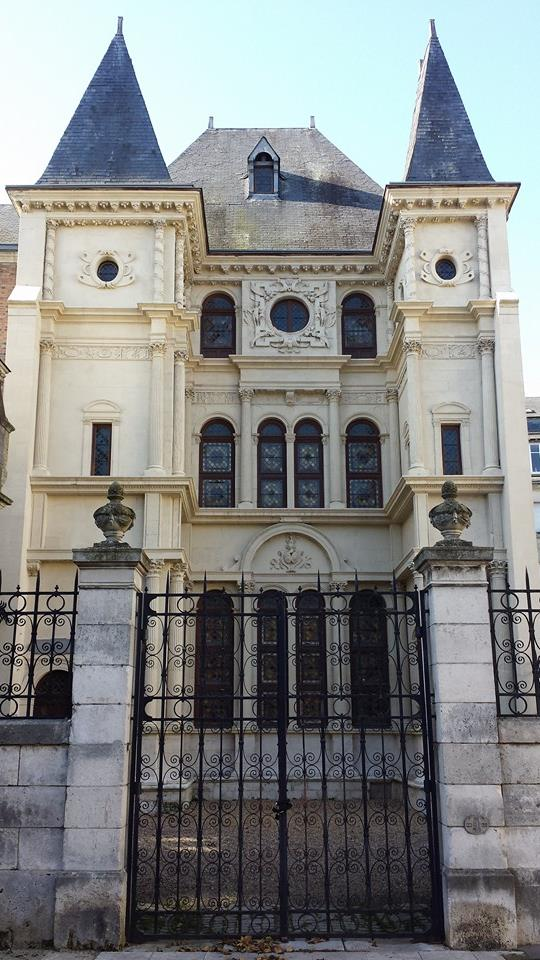
Hotel Cabu

## Ciudades hermanadas
- Dundee (Reino Unido)
- Treviso (Italia)
- Münster (Alemania)
- Kristiansand (Noruega)
- Wichita (Estados Unidos)
- Tarragona (España)
- Saint-Flour (Francia)
- Utsunomiya (Japón)
- Cracovia (Polonia)
- Lugoj (Rumania)
- Parakou (Benín)
- Perm (Rusia)
- Nueva Orleans (Estados Unidos)